# August Rudolf Gebser
August Rudolf Gebser (* 19. Januar 1801 in Tauchardt; † 1874 in Halle) war ein deutscher Schriftsteller, Philosoph und Theologe.

## Leben
Gebser begann 1818 mit einem Theologiestudium in Halle und Göttingen. Bereits 1824 wurde er schon Privatdozent für Theologie in Jena. 1828 wurde er Außerordentlicher Professor der Philosophie an der Friedrich-Schiller-Universität in Jena. 1829 erfolgte ein Umzug nach Königsberg, wo er als Superintendent und Domprediger eine neue Aufgabe übernahm. 1830 wurde er Ordentlicher Professor und hatte zwischen 1830 und 1856 eine Stelle als Professor der Theologie an der Universität in Königsberg inne. Daneben war er von 1829 bis 1857 Pfarrer im Königsberger Dom. Lebensabschnitte in Weimar, Kösen, Eisleben und Halle folgten nach dem Ausscheiden in Königsberg. In Halle verstarb er als Pensionär.

## Werke
- Der Dom zu Königsberg in Preußen, eine kirchen- und kunstgeschichtliche Schilderung.  (Zusammenarbeit mit Ernst August Hagen). 2 Bände. Königsberg 1833 bis 1835,
- Der Brief des Jakobus. Mit genauer Berücksichtigung der Alten griechischen und lateinischen Ausleger. 1828. (Kommentare)
- Diverse Predigten, und Kommentare
- Kurze Geschichte des Thomas Münzers und die Bauernkriege in Thüringen und Sondershausen 1831
- Commentatio de primordiis studiorum fanaticorum Anabaptistarum saeculo XVI. Königsberg 1830.
- De explicatione Scripturae Sacrae, praesertim Novi Testamenti ex libro Zend-Avesta. Königsberg 1833.